# North Curl Curl
North Curl Curl är en del av en befolkad plats i Australien. Den ligger i kommunen Warringah och delstaten New South Wales, i den sydöstra delen av landet, omkring 13 kilometer nordost om delstatshuvudstaden Sydney.
Trakten är tätbefolkad. Närmaste större samhälle är Sydney, omkring 13 kilometer sydväst om North Curl Curl. Genomsnittlig årsnederbörd är 1 380 millimeter. Den regnigaste månaden är februari, med i genomsnitt 200 mm nederbörd, och den torraste är juli, med 36 mm nederbörd.